# Franz Sebald Unterberger

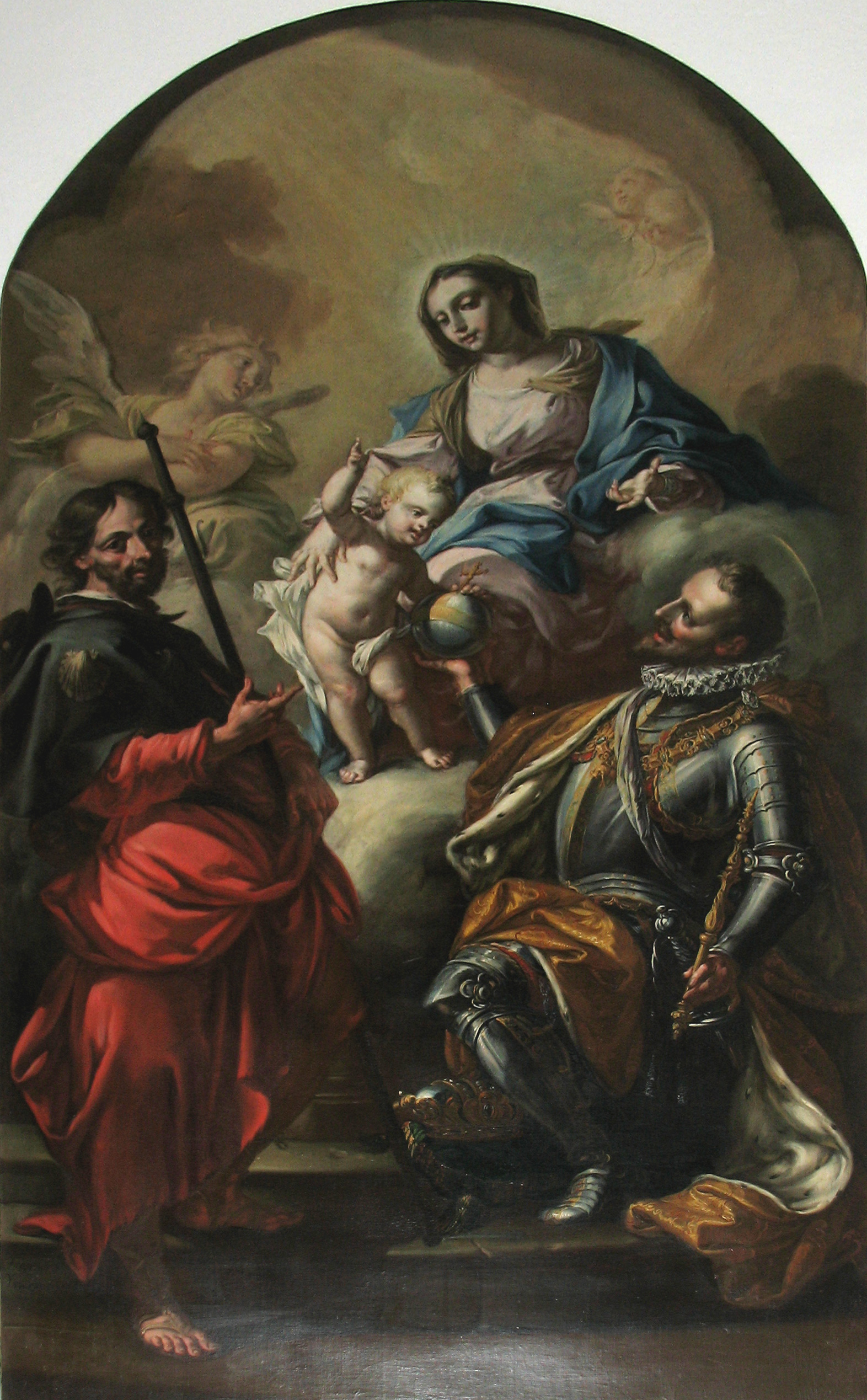
Maria mit Kind und den heiligen Jakob und Heinrich. Hochaltarblatt aus der St. Jakobskirche in St. Ulrich in Gröden, jetzt im Museum Gherdëina, des Franz Sebald Unterberger

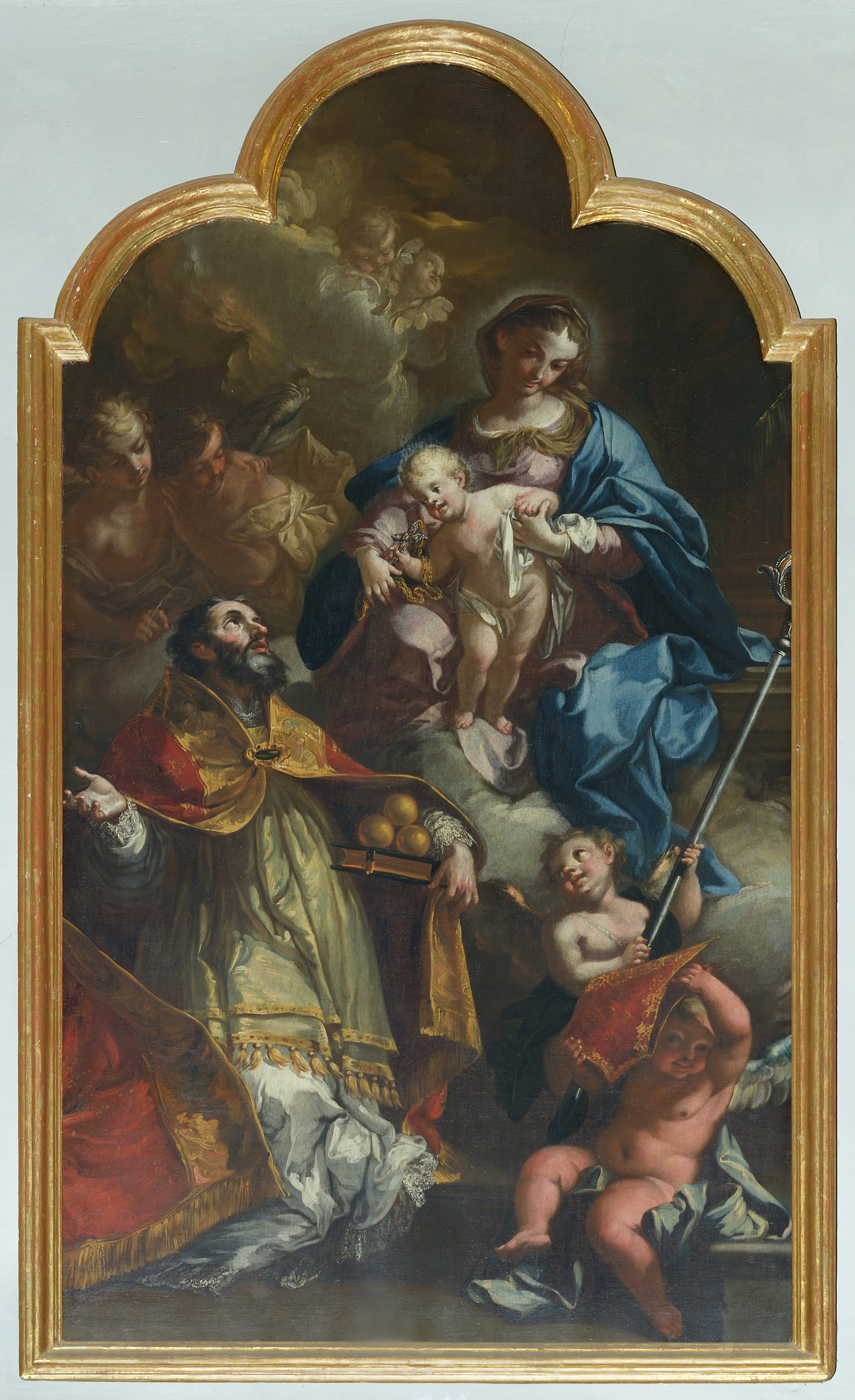
Maria Verehrt von St. Nikolaus des Franz Sebald Unterberger in der Pfarrkirche Kastelruth

Franz Sebald Unterberger (* 1. August 1706 in Cavalese; † 23. Januar 1776 ebenda; häufig auch Unterperger geschrieben) war ein Tiroler Maler des Barocks.

## Leben
Franz Sebald Unterberger war Sohn des Christoph Unterberger (1668–1747), eines kaiserlichen Unterwaldmeisters und Fassmalers, und der Maria Elisabeth Lieb. Christophs Großvater Oswald war wohl um 1620 wahrscheinlich aus dem Pustertal ins Fleimstal zugewandert.
Aus der Fleimstaler Malerdynastie Unterberger stammen auch Franz Sebalds Bruder Michelangelo Unterberger und seine Neffen Ignaz und Christoph, deren Bekanntheit Franz Sebald zu Unrecht überstieg. Laut Nicolò Rasmo war Franz Sebald zweifellos der begabteste Maler dieser Dynastie.
Unterbergers Ausbildung erfolgte im familiären Umfeld, hauptsächlich durch den um elf Jahre älteren Bruder Michelangelo. Eine starke stilistische Prägung erfuhr er in Venedig, wobei besonders Einflüsse des Malers Giovanni Battista Pittoni (1687–1767) oder Giovanni Antonio Guardi (1699–1760), der auch trentiner Abstammung war, zu bemerken sind. Einen großen Lebensabschnitt verbrachte er in Brixen, ehe er seinen Lebensabend wiederum in Cavalese verbrachte. Er schuf zahlreiche Altarbilder in Südtirol, Trentino und Nordtirol.

## Ausstellungen
- 1976: Stadtmuseum Bozen
- 1977: Talgemeinschaft Fleims in Cavalese
- 1977: in Trient
- 1999: in Brixen: Icones Clarae – Kunst aus dem Brixner Klarissenkloster: der 25-teilige Klara-Zyklus.